# Megacorax gracielanus
Megacorax gracielanus là một loài thực vật có hoa trong họ Anh thảo chiều. Loài này được M. González & W.L. Wagner mô tả khoa học đầu tiên năm 2002.